# Donald Duckett
Donald Duckett (1894–1970) là một cầu thủ bóng đá người Anh thi đấu cho Bradford City, Halifax Town và Bradford Park Avenue. Ông là cháu trai của Horace Duckett, thi đấu rugby cho đội tuyển Anh.